# Ajdir
Ajdir oder  Axdir (marokkanisches Tamazight ⴰⵊⴷⵉⵔ Ajdir, deutsch ‚Mauer‘; arabisch أجدير Adschdir, DMG Aǧdīr) ist eine Kleinstadt und Hauptort einer Landgemeinde (commune rurale) in der Rif-Region in der Provinz Al Hoceïma im Norden von Marokko.

## Lage und Klima
Ajdir liegt unweit der Mittelmeerküste etwa 7 km südlich der Stadt Al Hoceïma. Die Stadt liegt im Einzugsbereich von Al Hoceïma und zeigt deshalb ein dynamisches Wachstum. Dies schlägt sich in moderner Architektur nieder. Das vorherrschende Klima ist warm und trocken; Regen (ca. 400–500 mm/Jahr) fällt überwiegend im Winterhalbjahr.

## Bevölkerungsentwicklung
| Jahr      | 1994 | 2004 | 2014 | 2024 |
| Einwohner | --   | 3987 | 5314 | 5630 |

## Wirtschaft
Die Einwohner von Ajdir lebten jahrhundertelang von der Landwirtschaft und vom Fischfang. Seit dem Ende des 20. Jahrhunderts spielt auch der Tourismus in Form der Vermietung von Ferienwohnungen eine nicht unbedeutende Rolle im Wirtschaftsleben.

## Geschichte
Ajdir war zwischen 1921 und 1926 die Hauptstadt der Rif-Republik. In dem lokalen Berberdialekt, dem Tarifit, bedeutet Aŷdīr ‚„Mauer“‘ oder „Festung“. Der Ursprung des Namens ist wahrscheinlich punisch.

## Sonstiges
Ajdir ist der Geburtsort von Abd al-Karim und von Najim Laachraoui, einem der Selbstmordattentäter der Terroranschläge in Brüssel am 22. März 2016.